# Vico Torriani

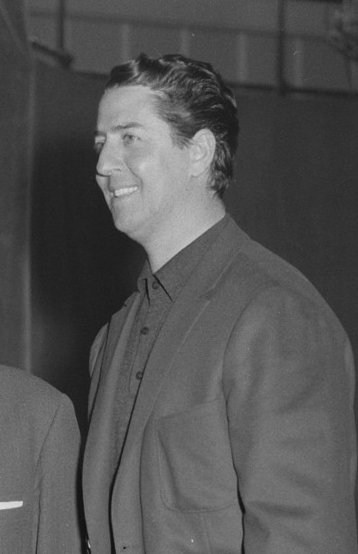
Vico Torriani, 1960

Werbeplakat, 1950 (gemalt von Erich Dittmann)

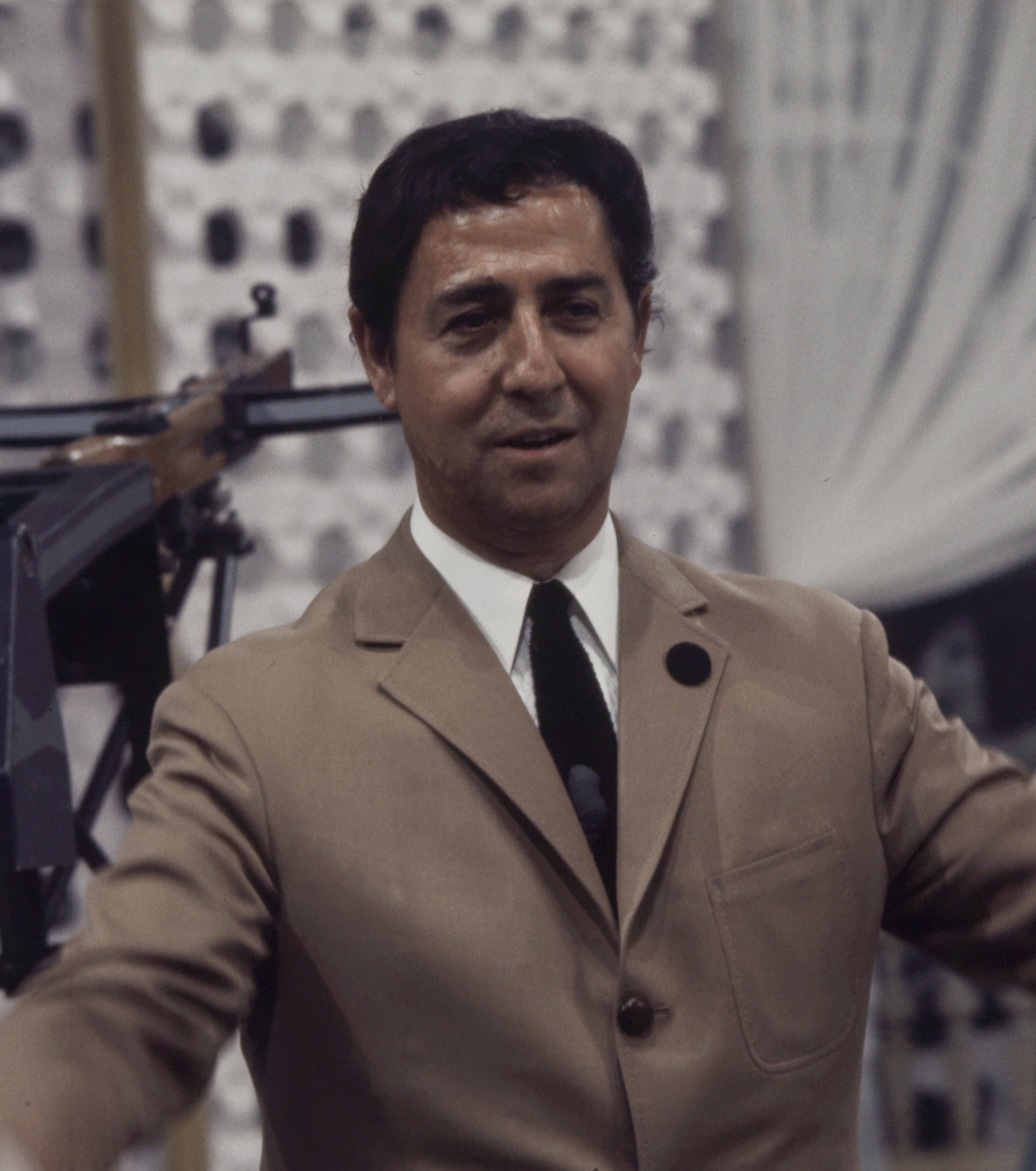
Vico Torriani bei einem TV-Auftritt 1969

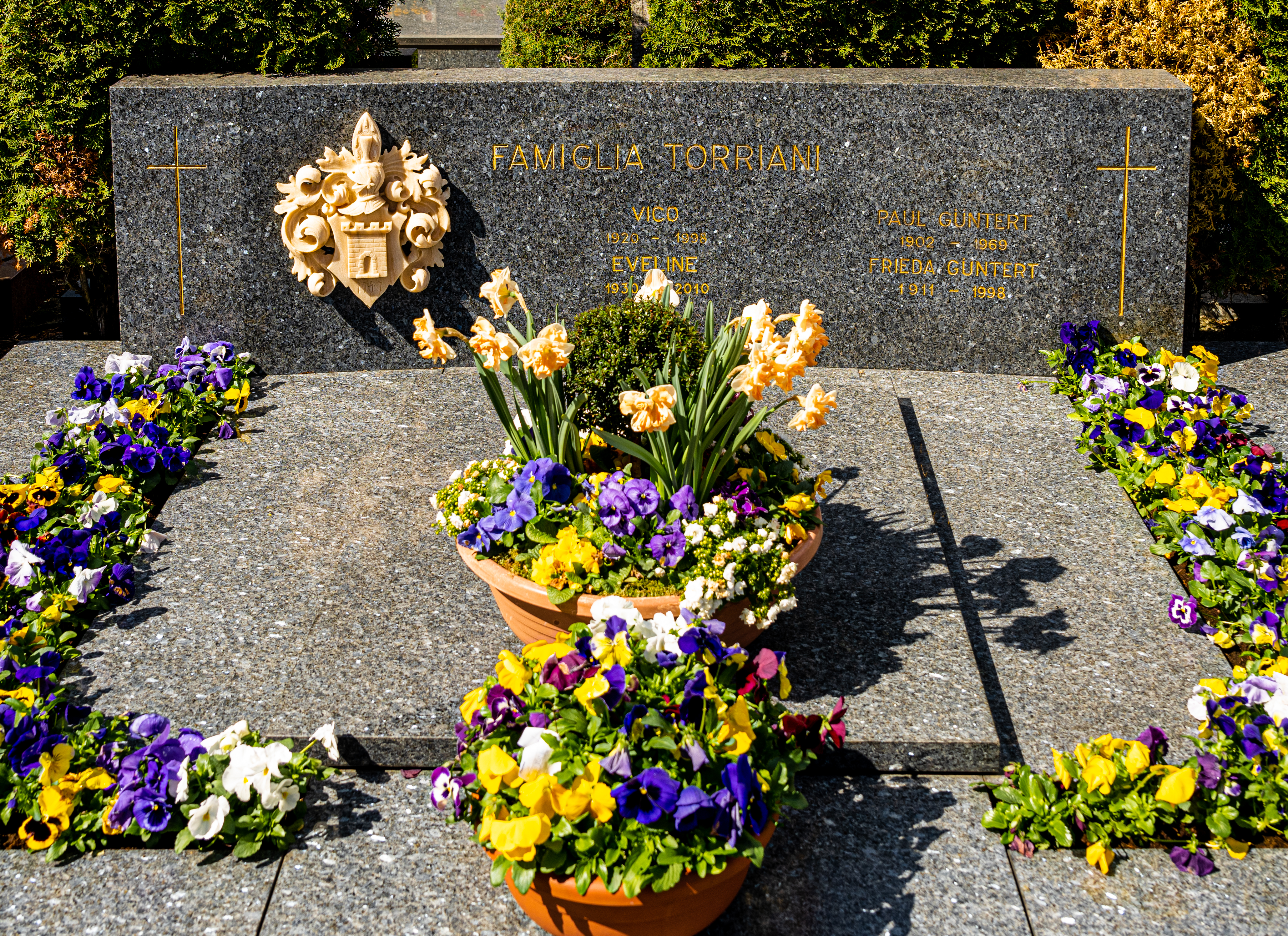
Grabstätte von Vico Torriani auf dem Zentralfriedhof von Lugano

Ludovico Oxans „Vico“ Torriani (* 21. September 1920 in Genf; † 26. Februar 1998 in Agno) war ein Schweizer Schlagersänger, Schauspieler, Showmaster und Kochbuchautor.

## Leben
Ludovico „Vico“ Torriani wurde als Sohn eines Reit- und Skilehrers geboren und wuchs in St. Moritz im Schweizer Kanton Graubünden und in Oberrüti im Kanton Aargau auf. Wie erst 2017 bekannt wurde, lebte er laut amtlichen Unterlagen zwischen 1929 und 1933 zusammen mit seiner Schwester Sonia als Verdingkind auf einem Bauernhof in Oberrüti. Nach der Schulzeit lernte er Konditor, Koch und Kellner. Später betätigte er sich auch als Skilehrer, im Hotelfach und als selbständiger Gastwirt, unter anderem in Basel, und machte sich als Autor von Kochbüchern einen Namen. Zwischen 1978 und 1983 führte er das Restaurant Bonne Auberge am Spalenring in Basel.
Vico Torriani war evangelisch und heiratete 1951 die aus Basel stammende Evelyne Güntert (* 17. Juni 1930; † 28. April 2010). Das Ehepaar lebte in Agno im Tessin in der Villa Solaria und hatte zwei Kinder, Nicole und Reto. 
Torriani starb 1998 im Alter von 77 Jahren. Seine Witwe widersprach Presseberichten, er sei an den Folgen von Krebs gestorben. Sein Urnengrab befindet sich auf dem Hauptfriedhof in Lugano.

## Karriere

### Sänger
Während seiner Militärdienstzeit von 1939 bis 1945 zeigte Torriani bei Kameradschaftsabenden erstmals musikalische Ambitionen, nachdem er, wie er später berichtete, bereits als 15-Jähriger in privatem Rahmen Konzerte gegeben hatte. 1945 siegte er in einem Talentwettbewerb und tingelte als Sänger danach durch ganz Europa. 1946 erhielt er sein erstes festes Engagement. 1949 hatte er in der Schweiz seinen ersten Hit, Silberfäden. 1951 kam der erste grosse Erfolg in Deutschland, Addio, donna grazia. Danach nahm Torriani zahlreiche Schallplatten mit Schlagern in verschiedenen Sprachen auf. Für sein Lied Kalkutta liegt am Ganges erhielt er als Anerkennung für hohe Verkaufszahlen eine Goldene Schallplatte. 
In den 1950er und 1960er Jahren trat Torriani in zahlreichen Musikfilmen, Operetten und Musicals auf. Er gab Gastspiele in vielen Ländern, darunter in Iran. 1966 sang er das Lied der ARD-Fernsehlotterie, So schön, so leicht kann unser Leben sein. In den 1970er Jahren feierte er Erfolge mit volkstümlichen Melodien. Sein grösster Erfolg wurde 1976 La Pastorella, ein Lied, das inzwischen zu den Evergreens der deutschen Unterhaltungsmusik gehört.

### Fernsehstar
Von 1952 an trat Vico Torriani im Fernsehen auf. 1955 war er der erste zu erratende Gaststar in der Ratesendung Was bin ich?. 1958 trat er in der deutschen Vorentscheidung zum Grand Prix Eurovision de la Chanson (Eurovision Song Contest) an. Er bekam zunächst in der Schweiz, später auch in Deutschland eigene Shows, wie Grüezi, Vico, Hotel Victoria und 1971 die Vico-Torriani-Show, in denen zahlreiche Gaststars auftraten.
Zwischen 1967 und 1970 war er über viele Folgen hinweg Showmaster der Fernsehsendung Der goldene Schuß im ZDF. 1977 war Torriani in der Tatort-Folge Drei Schlingen zu sehen.

### Auszeichnungen und Ehrungen
Mit dem Schlager Capri-Fischer landete er 1982 auf Platz eins der vom ZDF produzierten Show Die schönsten Melodien der Welt. 1995 erhielt er den Bambi-Lifetime-Award für sein Lebenswerk zusammen mit Caterina Valente und Helmut Zacharias. Im selben Jahr wurde er mit dem Prix Walo ausgezeichnet.
Am 24. Februar 2016 wurde im Hotel Reine Victoria in St. Moritz das Musical Hotel Victoria uraufgeführt. Es basiert auf der gleichnamigen Fernsehserie, die von 1961 bis 1968 von Vico Torriani moderiert wurde.

Vico Torriani mit seiner Familie (1964)

## Diskografie

### Studioalben
| Jahr | Titel           | Höchstplatzierung, Gesamtwochen, AuszeichnungChartplatzierungen (Jahr, Titel, Platzierungen, Wochen, Auszeichnungen, Anmerkungen) | Höchstplatzierung, Gesamtwochen, AuszeichnungChartplatzierungen (Jahr, Titel, Platzierungen, Wochen, Auszeichnungen, Anmerkungen) | Anmerkungen                              |
| Jahr | Titel           | DE | AT | Anmerkungen                              |
| ---- | --------------- | --- | --- | ---------------------------------------- |
| 1967 | Im weißen Rössl | DE22 (8 Wo.)DE | — | Erstveröffentlichung: 15. September 1967 |

grau schraffiert: keine Chartdaten aus diesem Jahr verfügbar
- 1959: Good evening, Vico
- 1959: Vico International
- 1961: Liebe, Tanz und 1000 Träume
- 1961: Melodies made in USA
- 1961: Swiss Folklore
- 1962: Bei Vico in der Bar
- 1963: Sing mit Vico
- 1964: Sing mit Vico 02
- 1965: Mr. Musical – Monsieur Chanson
- 1966: Extrablatt – Vico ganz neu
- 1966: Weihnacht in Europa
- 1967: Vicos klingende Kochrezepte
- 1968: Can-Can
- 1968: Ganz leise
- 1968: Lieder aus unserer Heimat (mit Lisa della Casa)
- 1968: Wenn der Vico auf der Donau
- 1969: Buona sera, Vico
- 1975: Allegra – Allegra
- 1975: Erinnern Sie sich?
- 1976: La Pastorella – Lieder der Berge mit Vico Torriani
- 1976: Vico singt für Sie
- 1977: Vico heute
- 1978: Meine schönsten Advents- und Weihnachtslieder
- 1979: Vico in den Bergen
- 1979: Perlen vergessener Lieder (mit den Geschwistern Seitz)
- 1982: Herzlichkeiten
- 1984: Zeit für Zärtlichkeiten
- 1986: Wunderschöne Weihnachtszeit
- 1987: Grüezi, grüezi miteinander
- 1990: Zauberwelt der Berge
- 1991: Zähl’ die Freunde, nicht die Jahre
- 1995: Einfach Danke – Meine 20 größten Hits

### Mitwirkung
- 196?: Im Traumland der Operette, Nr. 2 (Querschnitt von Im weißen Rößl)
- 1964: Nashville Stars On Tour – Live Recordings der großen Country & Western Show (als Conférencier)
- 1975: Musik ist Trumpf – Folge 1
- 1975: Treffpunkt Herz (Benefiz-LP zur gleichnamigen TV-Show)
- 1976: Musik ist Trumpf – Folge 5+6 (Medley Mit Vico durch die Schweiz)
- 1977: Peter Alexander serviert die ZDF-Spezialitäten-Show (Doppel-LP zur gleichnamigen TV-Show, Duett mit Peter Alexander)
- 1978: Zum Doppelten Engel (LP zur gleichnamigen TV-Show, Ski-Medley)
- 1986: So wird’s nie wieder sein – Immergrüne Melodien von Gerhard Winkler (Doppel-LP zur gleichnamigen TV-Show)
- 1988: Das große deutsche Schlagerfestival der 60er Jahre (Neuaufnahme von Kalkutta liegt am Ganges)

### Werkausgaben
- 1995: Es war auf dem Canale Grande (DECCA-Aufnahmen von 1951–1959)
- 1995: Kalkutta liegt am Ganges (DECCA-Aufnahmen von 1959–1965)
- 1995: Torriani Film-Treffer (Zusammenstellung der Filmschlager)
- 1996: Granada (DECCA-Aufnahmen von 1951–1956)
- 1996: Biedermann und Cool Man (DECCA-Aufnahmen international von 1957–1964)

### Kompilationen (Auswahl)
- 1981: Die schönsten Lieder
- 1998: Danke Vico – Zur Erinnerung an den legendären Sänger und Entertainer

### Singles

Schellackplatte Addio Donna Grazia, 1952

Schellackplatte Bella, bella donna, 1953

| Jahr | Titel Album                                  | Höchstplatzierung, Gesamtwochen, AuszeichnungChartplatzierungen (Jahr, Titel, Album, Platzierungen, Wochen, Auszeichnungen, Anmerkungen) | Höchstplatzierung, Gesamtwochen, AuszeichnungChartplatzierungen (Jahr, Titel, Album, Platzierungen, Wochen, Auszeichnungen, Anmerkungen) | Anmerkungen                |
| Jahr | Titel Album                                  | DE | AT | Anmerkungen                |
| ---- | -------------------------------------------- | --- | --- | -------------------------- |
| 1954 | Granada –                                    | DE1 (4 Wo.)DE | — | Erstveröffentlichung: 1953 |
| 1954 | Tango der Nacht –                            | DE34 (4 Wo.)DE | — | Erstveröffentlichung: 1954 |
| 1954 | Bon soir, bon soir –                         | DE3 (28 Wo.)DE | — | Erstveröffentlichung: 1954 |
| 1954 | Malaguena –                                  | DE13 (12 Wo.)DE | — | Erstveröffentlichung: 1954 |
| 1954 | Tausend Mandolinen –                         | DE10 (28 Wo.)DE | — | Erstveröffentlichung: 1954 |
| 1955 | Grüß mir die Damen aus der Bar –             | DE3 (28 Wo.)DE | — | Erstveröffentlichung: 1955 |
| 1955 | In der Schweiz –                             | DE3 (24 Wo.)DE | — | Erstveröffentlichung: 1955 |
| 1955 | Zwei Spuren im Schnee –                      | DE2 (20 Wo.)DE | — | Erstveröffentlichung: 1955 |
| 1956 | Domani –                                     | DE6 (20 Wo.)DE | — | Erstveröffentlichung: 1956 |
| 1956 | In einer kleinen Konditorei –                | DE25 (8 Wo.)DE | — | Erstveröffentlichung: 1956 |
| 1957 | Torero –                                     | DE23 (8 Wo.)DE | — | Erstveröffentlichung: 1957 |
| 1957 | Verlieb dich in Lissabon –                   | DE15 (8 Wo.)DE | — | Erstveröffentlichung: 1957 |
| 1957 | Mannequin aus Paris –                        | DE27 (4 Wo.)DE | — | Erstveröffentlichung: 1957 |
| 1957 | Siebenmal in der Woche –                     | DE1 (24 Wo.)DE | — | Erstveröffentlichung: 1957 |
| 1957 | Ananas aus Caracas –                         | DE3 (20 Wo.)DE | — | Erstveröffentlichung: 1957 |
| 1957 | Muchacha –                                   | DE24 (4 Wo.)DE | — | Erstveröffentlichung: 1957 |
| 1958 | Waikiki –                                    | DE25 (4 Wo.)DE | — | Erstveröffentlichung: 1958 |
| 1958 | Loana-Oh –                                   | DE28 (4 Wo.)DE | — | Erstveröffentlichung: 1958 |
| 1958 | Schön und kaffeebraun –                      | DE3 (20 Wo.)DE | — | Erstveröffentlichung: 1958 |
| 1959 | Piano –                                      | DE49 (8 Wo.)DE | — | Erstveröffentlichung: 1959 |
| 1960 | Ave Maria no morro –                         | DE21 (24 Wo.)DE | — | Erstveröffentlichung: 1960 |
| 1960 | Straße meiner Lieder –                       | DE35 (4 Wo.)DE | — | Erstveröffentlichung: 1960 |
| 1960 | Romantica –                                  | DE34 (8 Wo.)DE | — | Erstveröffentlichung: 1960 |
| 1960 | Kalkutta liegt am Ganges –                   | DE2 Gold · (24 Wo.)DE | — | Erstveröffentlichung: 1960 |
| 1960 | Sie war nicht älter als 18 Jahr’ –           | DE23 (8 Wo.)DE | — | Erstveröffentlichung: 1960 |
| 1961 | Café Oriental –                              | DE8 (12 Wo.)DE | — | Erstveröffentlichung: 1961 |
| 1961 | Bon soir, Herr Kommissar (Unterwelt-Tango) – | DE38 (8 Wo.)DE | — | Erstveröffentlichung: 1961 |
| 1961 | Juanita –                                    | DE48 (8 Wo.)DE | — | Erstveröffentlichung: 1961 |
| 1961 | Lebe wohl, kleine Frau –                     | DE43 (8 Wo.)DE | — | Erstveröffentlichung: 1961 |
| 1962 | Hafen-Casanova –                             | DE24 (4 Wo.)DE | — | Erstveröffentlichung: 1962 |
| 1962 | Ching-Ching-Ching (Happy José) –             | DE26 (8 Wo.)DE | — | Erstveröffentlichung: 1962 |
| 1962 | Renata –                                     | DE21 (16 Wo.)DE | — | Erstveröffentlichung: 1962 |
| 1963 | Hafen-Casanova –                             | DE7 (16 Wo.)DE | — | Erstveröffentlichung: 1963 |
| 1963 | Lass uns mal ein Tänzchen wagen –            | DE33 (3 Wo.)DE | — | Erstveröffentlichung: 1963 |
| 1964 | Ski-Twist –                                  | DE27 (12 Wo.)DE | — | Erstveröffentlichung: 1964 |
| 1964 | Aus jedem Land ein Souvenir –                | DE25 (8 Wo.)DE | — | Erstveröffentlichung: 1964 |
| 1964 | Auf der Hütt’n (Hey, Hey, Hey) –             | DE27 (12 Wo.)DE | AT8 (4 Wo.)AT | Erstveröffentlichung: 1964 |

grau schraffiert: keine Chartdaten aus diesem Jahr verfügbar

#### Weitere Singles (Auswahl)
- 1951: Bolero / In Milano in der Cafèteria (Elite Special 8926, 78rpm)
- 1951: Silberfäden / Eine kleine Serenade (Elite Special 8927, 78rpm)
- 1952: Addio, donna grazia
- 1953: Bella, bella donna
- 1953: Du schwarzer Zigeuner
- 1956: Die Stunde kommt / Das gewisse O-la-la
- 1959: Ti Diro
- 1962: Chi-Chica-Chi
- 1968: Azzurro
- 1976: La Pastorella
- 1981: Capri-Fischer
- 1990: Ich könnt’ ohne Berge nicht leben
- 1996: Einfach danke / Und der Himmel drückt ein Auge zu

## Filmografie

### Kinofilme
- 1952: Der bunte Traum
- 1952: Meine Frau macht Dummheiten
- 1953: Straßenserenade
- 1954: Gitarren der Liebe
- 1955: Ein Herz voll Musik
- 1956: Santa Lucia
- 1956: Der Fremdenführer von Lissabon
- 1957: Siebenmal in der Woche
- 1957: Träume von der Südsee
- 1958: Der Stern von Santa Clara
- 1960: Schlager-Raketen
- 1960: O sole mio
- 1961: Robert und Bertram
- 1962: So toll wie anno dazumal
- 1962: Muß i denn zum Städtele hinaus
- 1964: Rote Lippen soll man küssen (Die ganze Welt ist himmelblau)

### Fernsehen (Auswahl)
- 1960: Wir machen Musik (Fernsehfilm)
- 1961–1968: Hotel Victoria (Fernsehshow)
- 1961: Zu jung um blond zu sein (Fernsehfilm)
- 1963: Vico, ist's wahr …? (Fernsehfilm)
- 1965: Willkommen Bruder Bleichgesicht (Fernsehfilm)
- 1966: Axel an der Himmelstür (Fernsehfilm)
- 1966: Meine Schwester und ich (Fernsehfilm)
- 1967–1970: Der goldene Schuß (Fernsehshow)
- 1969: Guten Rutsch! (Fernsehfilm)
- 1969: Veni, Vidi, Vico (Fernsehfilm)
- 1970: Warum ist es am Rhein so schön? (Fernsehfilm)
- 1971–1972/1979: Die Vico-Torriani-Show (Fernsehshow)
- 1973: Gäste aus der Schweiz (Fernsehfilm)
- 1975: Treffpunkt Herz (Fernsehshow)
- 1977: Tatort – Drei Schlingen (Fernsehreihe, 1 Folge)
- 1982: Die schönsten Melodien der Welt (Fernsehshow)

## Auszeichnungen
- 1960: Goldene Schallplatte für Kalkutta liegt am Ganges
- 1995: Bambi – Lifetime-Award (zusammen mit Caterina Valente und Helmut Zacharias)
- 1995: Ehren – Prix-Walo

## Publikationen
- Mit Jo Hanns Rösler: Das Vico Torriani Kochbuch. Ich koche mit Liebe und Musik. Verlag Carl Ulrich & Co, 1958.
- Vico Torriani: Gaumenhits für Feinschmecker. Gloria-Verlag, 1974.
- Vico Torriani: Alle meine Rezepte, alle meine Erlebnisse. Moewig 1981, ISBN 3-8118-4005-3.
- Vico Torriani: Nudelfestival – Seine 100 besten Rezepte. Delphin 1988. ISBN 3-7735-5379-X.
- Vico Torriani: Viva la Pizza. Delphin 1989. ISBN 3-7735-5405-2.
- Mit Irmtraut Teltau: Cucina Fantastica. Meine Lieblingsgerichte. Delphin Verlag 1990. ISBN 3-7735-5441-9.